# Буожите, Кристина
Кристина Буожите (лит. Kristina Buožytė; род. 9 октября 1982 года) — литовский режиссёр, сценарист и монтажёр. В своих кинокартинах она показывает женщин, изучает их внутренний мир, используя фантастические элементы. Фильм, сделавший её знаменитой, «Исчезающие волны» (ориг. Aurora) описан, как гипнотический, чувственный с фантастическим опытом и откровенным научно-фантастическим повествованием.

## Биография
Кристина Буожите родилась в Клайпеде, Литва. Мечтая стать актрисой или театральным режиссёром, она посещала занятия в Клайпедском молодёжном театре. В 2001 году поступила в литовскую Академию музыки и театра в Вильнюсе. Окончила академию со степенью бакалавра в 2005 году и магистра в 2008 году по специальности «Кино, ТВ и режиссура».
Во время учёбы в Академии она сняла ряд короткометражных художественных фильмов. Один из них был отобран для студенческого кинофестиваля Summer Media Studio в Юодкранте и получил положительные отзывы литовских критиков.
Её дипломная работа, фильм «Коллекционер», рассказывает о молодой женщине, которая потеряла способность проявлять эмоции после смерти отца. Фильм был показан на более чем 30-ти кинофестивалях по всему миру (Карловы Вары, Пусан, Валенсия, Майнхайм, Анапа, Каир, Сан-Паулу). Международный успех фильма открыл возможности для развития её дальнейшей карьеры
Второй полнометражный фильм Кристины Буожите, «Исчезающие волны», повествует об учёном по имени Лукас, который участвует в неврологических экспериментах по контактам с молодой женщиной, находящейся в состоянии комы В 2012 году фильм был награждён 22-мя международными наградами в Европе и Северной Америке и был признан лучшим европейским фэнтези-фильмом. Фильм исследует психологические аспекты отношений между мужчиной и женщиной — все чувства от страданий до удовольствий, «начинаются в голове» человека, при этом основное внимание уделяется эгоцентризму главного героя и его душевной трансформации в ходе любовных переживаний. «Исчезающие волны» стал первым серьёзным научно-фантастическим фильмом, снятом в Литве, а также первым литовский фильмом, распространяемым в Северной Америке.
Фильм были назван лучшим европейским фэнтези-фильмом 2012 года, также он получил ещё 21 награду, 15 из которых досталось собственно Кристине Буожите за её работу в качестве сценариста и режиссёра. Сюжет, наполненный эротизмом, философскими поисками, а также качественная визуальная составляющая, принесли Кристине известность нового европейского таланта.
Третья кинокартина Буожите, научно-фантастическая драма «Эра выживания», поставленная совместно с Бруно Сампером, рассказывает о юной девушке в мире, который постигла глобальная экологическая катастрофа. Литовский государственный киноцентр (Lithuanian film center) выделил на производство картины рекордные 715 тыс. евро.

## Фильмография

### Художественные фильмы
| Год  | Название           | Оригинальное название | Должность           |
| ---- | ------------------ | --------------------- | ------------------- |
| 2008 | «Коллекционер»     | Kolekcioniere         | Режиссёр, сценарист |
| 2012 | «Исчезающие волны» | Aurora                | Режиссёр            |
| 2022 | «Эра выживания»    | Vesper Seeds          | Режиссёр            |

## Награды
| Год  | Фестиваль                                                                       | Категория                                           | Фильм              | Результат |
| ---- | ------------------------------------------------------------------------------- | --------------------------------------------------- | ------------------ | --------- |
| 2008 | Награда литовского кино и ТВ («Серебряный журавль»)                             | Лучший фильм                                        | «Коллекционер»     | Победа    |
| 2008 | Награда литовского кино и ТВ («Серебряный журавль»)                             | Лучший режиссёр                                     | «Коллекционер»     | Номинация |
| 2008 | Награда литовского кино и ТВ («Серебряный журавль»)                             | Лучший сценарий                                     | «Коллекционер»     | Номинация |
| 2008 | XVII Открытый кинофестиваль стран СНГ, Латвии, Литвы и Эстонии (Kinoshock 2008) | Лучший режиссёр                                     | «Коллекционер»     | Победа    |
| 2012 | Кинофестиваль в Карловых Варах                                                  | Специальное упоминание (совместно с Бруно Сампером) | «Исчезающие волны» | Победа    |
| 2012 | Neuchâtel International Fantastic Film Festival                                 | Специальное упоминание жюри                         | «Исчезающие волны» | Победа    |
| 2012 | Neuchâtel International Fantastic Film Festival                                 | Премия «Нарцисс» за лучший полнометражный фильм     | «Исчезающие волны» | Номинация |
| 2012 | Palić Film Festival                                                             | Специальное упоминание                              | «Исчезающие волны» | Победа    |
| 2012 | Miskolc International Film Festival                                             | Jameson Features                                    | «Исчезающие волны» | Победа    |
| 2012 | Miskolc International Film Festival                                             | Премия Эмерик Прессбургер                           | «Исчезающие волны» | Победа    |
| 2012 | Fantastic Fest                                                                  | Лучший фантастический фильм                         | «Исчезающие волны» | Победа    |
| 2012 | Fantastic Fest                                                                  | Лучший режиссёр                                     | «Исчезающие волны» | Победа    |
| 2012 | Fantastic Fest                                                                  | Лучший сценарист (совместно с Бруно Сампером)       | «Исчезающие волны» | Победа    |
| 2012 | Международный фестиваль фантастических фильмов                                  | Художественный фильм Méliès d’Argent                | «Исчезающие волны» | Победа    |
| 2012 | Sitges — Festival Internacional de Cinema de Catalunya                          | Художественный фильм Méliès d’Or                    | «Исчезающие волны» | Победа    |
| 2012 | Rio Grind Film Festival                                                         | Лучший фильм                                        | «Исчезающие волны» | Победа    |
| 2013 | «Серебряный журавль». Награда литовского кино и ТВ                              | Лучший фильм                                        | «Исчезающие волны» | Победа    |
| 2013 | «Серебряный журавль». Награда литовского кино и ТВ                              | Лучший режиссёр                                     | «Исчезающие волны» | Победа    |
| 2013 | «Серебряный журавль». Награда литовского кино и ТВ                              | Лучший сценарий (совместно с Бруно Сампером)        | «Исчезающие волны» | Победа    |
| 2013 | Jameson Dublin International Film Festival                                      | Лучший фильм                                        | «Исчезающие волны» | Победа    |